# Commands & Colors: Ancients
Commands & Colors: Ancients — настольный варгейм, разработанный Ричардом Боргом (англ. Richard Borg), Пэтом Куривиалом (англ. Pat Kurivial) и Роем Грайдером (англ. Roy Grider). Игра была выпущена издательством GMT Games в 2006 году. Вргейм основан на игровой системе Commands & Colors Ричарда Борга. Действия Commands & Colors: Ancients происходят в историческом периоде 3000 г. до н. э. — 400 г. н. э. Варгейм имитирует сражение армий эпохи античности.

## Игровой процесс
Варгейм рассчитан на двух игроков и предлагает им принять командование над противоборствующими армий. Каждый игрок получает в распоряжение фишки отрядов согласно сценарию игры. Затем фишки отрядов располагаются на игровом столе так же в соответствии со сценарием сражения. Игрокам раздается количество командных карт, соответствующее их «командному значению» для выбранного сценария. Часто игроки имеют разные «командные значения» и, следовательно, разное количество карт. Игроки по очереди разыгрывают свои карты, чтобы «активировать» боевые единицы, как правило, позволяя «активированным» отрядам перемещаться и вступать в бой. Карты часто относятся к одной из локаций поля боя: левый фланг, центр, правый фланг, либо их комбинации. Игрокам предоставляется так же ряд специальных карт, которые позволяют выполнять специфические действия. Игра продолжается до тех пор, пока один игрок не заработает необходимое количество победных очков (баннеров) определённых сценарием. Победные очки зарабатываются каждый раз, когда игрок полностью уничтожает вражеский отряд или лидера.

## Состав игры
Коробка с игрой включает в себя несколько сотен деревянных блоков двух цветов для армий Карфагена и Рима или Сиракуз; листы с наклейками, которые должны быть приклеены на блоки-фишки до начала игры. На 16 деревянных кубиках, изображающих «Очки победы», и 7 больших пластиковых кубиков также должны быть нанесены наклейки. Дополнительные наклейки прилагаются для использования в качестве замены. Игра также содержит полноцветную книгу правил, книгу сценариев и две цветные двухстраничные двусторонние памятки. Игровое поле представляет собой складываемый лист картона, размеченный гексагональной сеткой. Шестиугольные фишки рельефа кладутся на доску, когда это требуется по сценарию. В комплект также входит колода командных карт.

## Дополнения
Для Commands & Colors: Ancients было издано шесть дополнений:
- Ancients Expansion #1: Greece & Eastern Kingdoms
- Ancients Expansion #2: Rome and the Barbarians
- Ancients Expansion #3: The Roman Civil Wars
- Ancients Expansion #4: Imperial Rome
- Ancients Expansion #5: Epic Ancients II
- Ancients Expansion #6: The Spartan Army

## Награды
- Origins Award — лучшая историческая настольная игра 2006 года.[2]
- BoardGameGeek Golden Geek Award — лучшая настольная игра для двух игроков 2007 года.[3]